# Juba (Sudão do Sul)

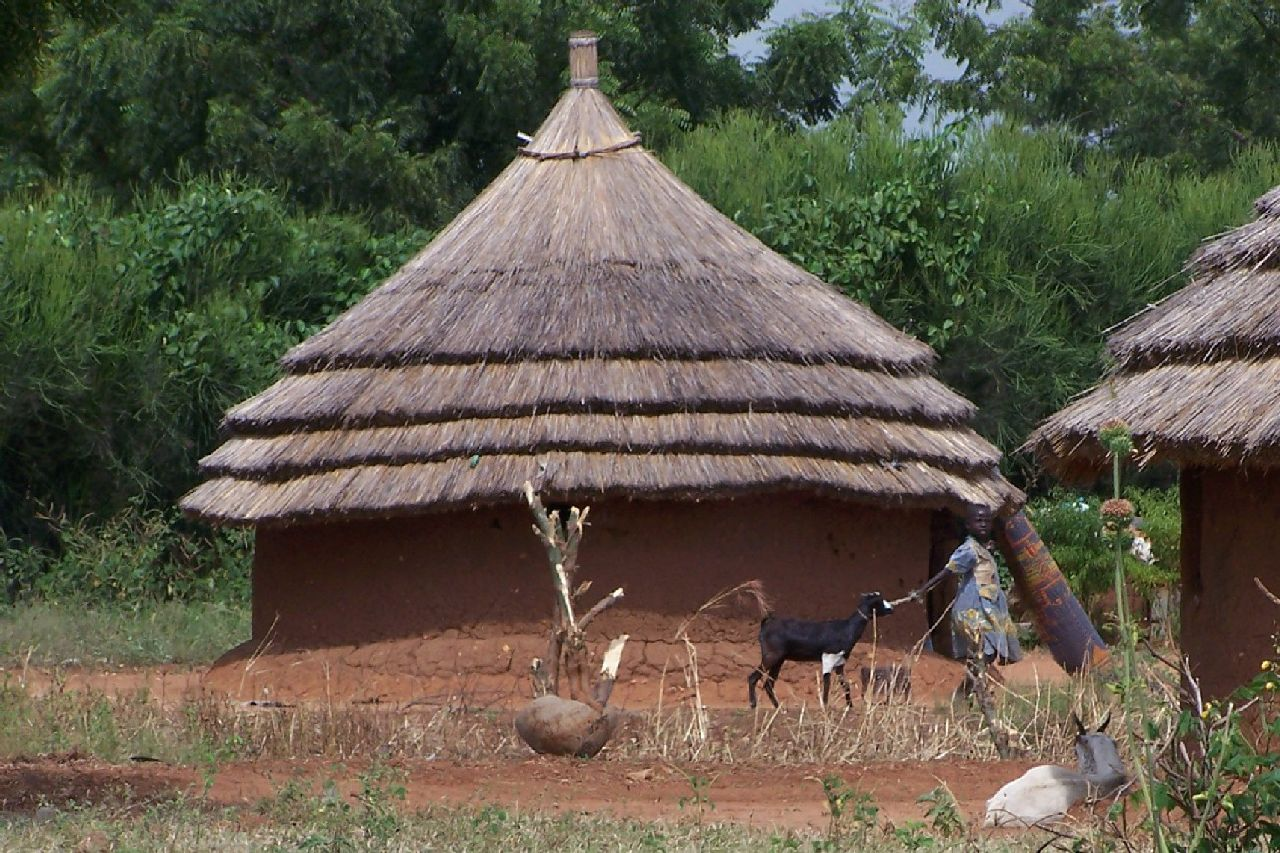
Casa típica em Juba

Juba (em árabe: جوبا, transl. Jūbā) é a capital e a maior cidade do Sudão do Sul. É também a capital do estado da Equatória Central e do condado de Juba.

## História

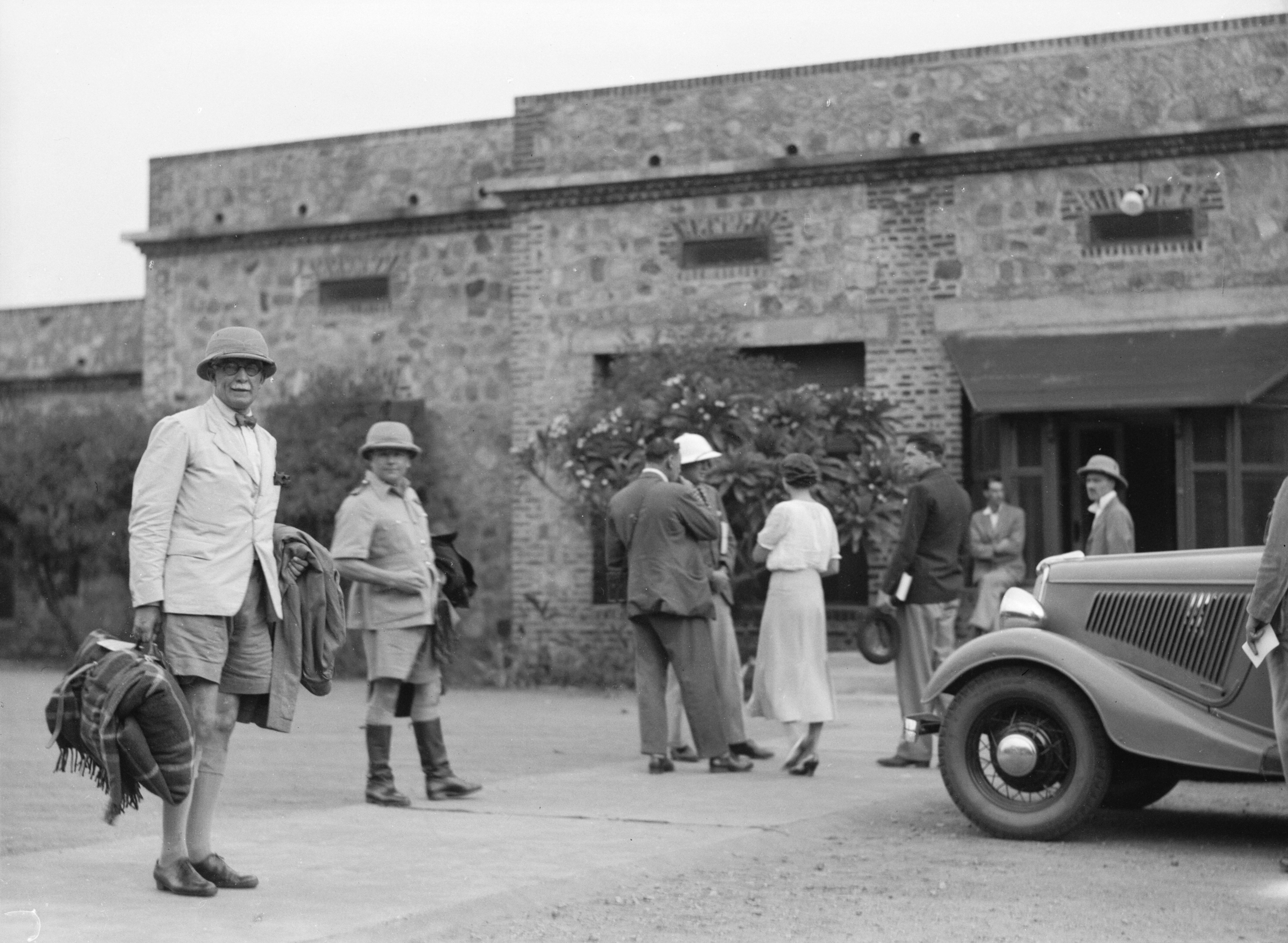
Hotel Juba em 1936.

No século XIX estabeleceu-se um posto de comércio e uma missão chamada Gondokoro nas imediações de Juba. Era o posto mais a sul das guarnições do Império Otomano onde existia um punhado de soldados quase sempre doentes com malária e outras doenças da região.
Juba também foi a base das expedições de Samuel Baker que exploraram o Sudão do Sul e o Uganda em 1863 a 1865 e 1871-1873, respectivamente.
Em 1922, um pequeno grupo de comerciantes gregos chegou à área e estabeleu Juba na margem oeste do Nilo Branco. Os gregos, que tinham excelentes relações com a tribo indígena de Juba (o Bari), construíram o que é hoje o distrito de negócios. Os edifícios que atualmente abrigam o Buffalo Commercial Bank, o Nilo Commercial Bank, o Hotel Paraíso, Casa do Cônsul Noruega e muitos outros, foi originalmente construído pelos gregos e foram as únicas estruturas permanentes até o início dos anos 1940.
A partir de 1899 a 1956, Juba pertenceu ao Sudão Anglo-Egípcio, gerido conjuntamente pelos Reino Unido e pelo Egito. A esperança britânica para unir o sul do Sudão e o Uganda desapareceu em 1947 por causa de um acordo feito em Juba, também conhecido como a Conferência de Juba, para unificar o Norte e o Sul do Sudão. Em 1955, uma revolta por parte de soldados do sul da cidade Torit desencadeou a Primeira guerra civil sudanesa, só terminou em 1972. Durante a Segunda Guerra Civil do Sudão Juba era um lugar estratégico que foi o centro de muitas batalhas.
Em 2005 Juba tornou-se a sede temporária e de capital do governo semiautônomo de Sudão do Sul, embora o capital proposta provisoriamente enquanto se aguardava a assinatura do Acordo de Paz foi Rumbek. Com o advento da paz, as Nações Unidas aumentaram a sua presença em Juba, considerando que até agora muitas operações no sul do Sudão tinham sido operadas pelo Quênia. Sob a direção do Escritório para a Coordenação de Assuntos Humanitários (OCHA), o Nações Unidas, estabeleceram um acampamento conhecido como "campo de OCHA", que foi a base para muitas agências das Nações Unidas e para várias organizações não-governamentais.

## Governo
Juba é administrada por um conselho municipal liderado pelo prefeito Mohammed El Haj Baballa. Esse conselho foi formado em Março de 2011 e Baballa nomeado para conduzi-la pelo governador Clement Wani Konga. O ex-Yei County Comissário David Lokonga Moisés foi apontado como vice-prefeito. Um comitê ministerial para manter Juba limpa e com saneamento básico também foi criado por decreto governamental, ao mesmo tempo.
Antes de março de 2011, a área hoje administrada por Juba Municipal foi dividido em Juba, Kator e payams Muniki. Agora é uma subdivisão independente de Município de Juba,  de que é a sede do condado.

## População
O Departamento de Pesquisa de Juba estimou em 250.000 habitantes a população da cidade em 2006, incluindo 87.000 IDPs graças a meios aéreos.USAID Sudan Monthly Update Mar 2006 (reliefweb.int)[ligação inativa]
| Evolução da população | Evolução da população |
| Ano                   | População             |
| --------------------- | --------------------- |
| 1973 (censo)          | 56.737                |
| 1983 (censo)          | 83.787                |
| 1993 (censo)          | 114.980               |
| 2006 (estimativa)     | 250.000               |

## Infraestrutura

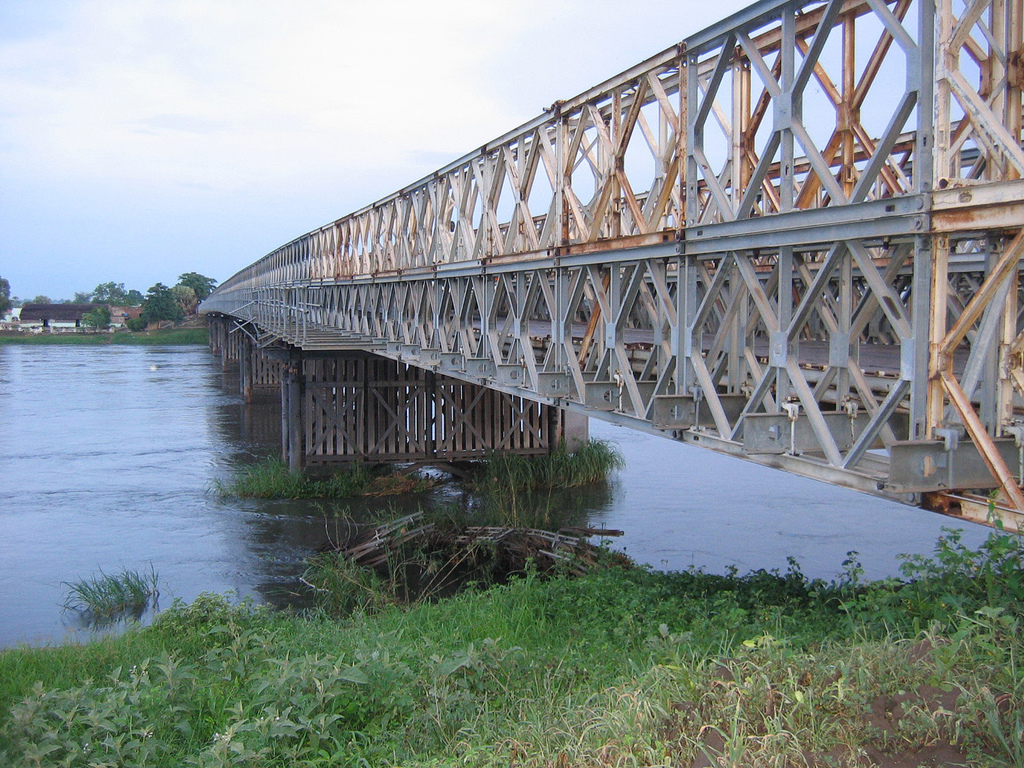
Ponte de Juba.

A cidade é um porto fluvial e no extremo sul do tráfego ao longo do rio Nilo, apropriadamente chamada de Bahr al Jabal, que é uma seção de Nilo Branco. Antes da guerra civil, Juba foi também um centro de transportes, com estradas que ligam a Quênia, Uganda e República Democrática do Congo.
Por causa da guerra, Juba deixou de ser considerada um centro de transporte. As estradas e o porto fluvial não estão em uso devido à sua degradação. As Nações Unidas e o governo do Sudão do Sul são responsáveis pela reparação das estradas, mas a reparação completa está prevista para durar muitos anos. Até 2013, a ONU gastou US$ 250 milhões na construção e reconstrução de Aeroportos (passou de 24 para 85, sendo somente 3 semiasfaltados) e de estradas, que passou de 68 para 248 km.
Em 2003, a Fundação Suíça for Mine Ação (FSD), começou a limpar a estrada de Juba para Uganda e Quênia. Esperava-se que estas estradas fossem completamente limpas e reconstruídas no decorrer de 2006 - 2008. A reconstrução de estradas, que são na sua maioria sem pavimentação, exige esforço, trabalho e tempo devido a temporada de trabalho limitado devido à prolongada estação chuvosa que vai de de março até outubro.
As estradas são muito importantes para o processo de paz no Sudão do Sul, as pessoas precisam ir para casa e ter novamente o que consideram uma vida normal. A primeira estrada que começou a ser reconstruída foi a rodovia para Uganda. Esta estrada é particularmente importante, uma vez que muitos dos habitantes originais de Juba, fugiram para Uganda durante a guerra. A partir de 2009, três ruas foram pavimentadas em Juba. A principal delas é uma estrada de cimento, construída pelos britânicos em 1950.
Também é necessário citar o oleoduto que inicia-se na região de Abyel, ao Norte de Juba, e atravessa o Sudão do Sul e o Sudão do Norte (que não possui poços de petróleo) com a extensão de 1.800 km até o Porto Sudão no Mar Vermelho, mas devido a dissensões entre os dois Países, está sendo construído um novo oleoduto pelo sul que atravessará o Quênia com a extensão de 1.200 km. Com isso o Sudão do Sul deixará de pagar royalties ao Sudão do Norte, empobrecendo-o ainda mais.

### Aeroporto
A cidade é servida por um aeroporto particular no norte da cidade desde 2009, está aberto ao tráfego internacional, incluindo voos diários para Cartum, Nairóbi e Entebbe.

### Ensino
Juba abriga desde 2008 a Faculdade de Artes e Ciências Sociais da Pontifícia Universidade Católica do Sudão.
A cidade também tem uma universidade nacional, a Universidade de Juba.

## Religião
O Arcebispo Paulino Lukudu Loro é, desde 1983, o bispo católico à frente da Arquidiocese de Juba, a sua sede é a Catedral de St. Theresa.

## Economia
Em outubro de 2010 , várias empresas regionais e internacionais têm estabelecido presença em Juba. O conglomerado bancário  queniano Commercial Bank tem sede sudaneses no sul na cidade e uma rede de agências de onze filiais em todo o Sul do Sudão  Os três indígenas do sul do Sudão ou seja, os bancos comerciais;. Buffalo Commercial Bank, Banco do Marfim e Nilo Comercial banco, todos mantêm a sua sede em Juba. Equity Bank, outra prestadora de serviços de finanças regionais também tem uma filial em Juba. National Insurance Corporation (NIC), a principal provedora de serviços de seguro de Uganda mantém um escritório na cidade.

## Clima
Juba tem um clima tropical húmido e seco (Köppen Aw), e como ela se encontra perto do equador, as temperaturas são altas o ano inteiro. No entanto, há pouca chuva de novembro a março, que é também a época do ano com as temperaturas mais altas e máximas alcançando 38 °C em fevereiro. De abril a maio mais de 100 milímetros de chuva caem por mês. A precipitação total anual é de 1000 mm.
| Dados climatológicos para Juba (1971–2000, extremos 1931–1990)                                   | Dados climatológicos para Juba (1971–2000, extremos 1931–1990) | Dados climatológicos para Juba (1971–2000, extremos 1931–1990) | Dados climatológicos para Juba (1971–2000, extremos 1931–1990) | Dados climatológicos para Juba (1971–2000, extremos 1931–1990) | Dados climatológicos para Juba (1971–2000, extremos 1931–1990) | Dados climatológicos para Juba (1971–2000, extremos 1931–1990) | Dados climatológicos para Juba (1971–2000, extremos 1931–1990) | Dados climatológicos para Juba (1971–2000, extremos 1931–1990) | Dados climatológicos para Juba (1971–2000, extremos 1931–1990) | Dados climatológicos para Juba (1971–2000, extremos 1931–1990) | Dados climatológicos para Juba (1971–2000, extremos 1931–1990) | Dados climatológicos para Juba (1971–2000, extremos 1931–1990) | Dados climatológicos para Juba (1971–2000, extremos 1931–1990) |
| Mês                                                                                              | Jan                                                            | Fev                                                            | Mar                                                            | Abr                                                            | Mai                                                            | Jun                                                            | Jul                                                            | Ago                                                            | Set                                                            | Out                                                            | Nov                                                            | Dez                                                            | Ano                                                            |
| ------------------------------------------------------------------------------------------------ | -------------------------------------------------------------- | -------------------------------------------------------------- | -------------------------------------------------------------- | -------------------------------------------------------------- | -------------------------------------------------------------- | -------------------------------------------------------------- | -------------------------------------------------------------- | -------------------------------------------------------------- | -------------------------------------------------------------- | -------------------------------------------------------------- | -------------------------------------------------------------- | -------------------------------------------------------------- | -------------------------------------------------------------- |
| Temperatura máxima recorde (°C)                                                                  | 42,2                                                           | 43,0                                                           | 43,6                                                           | 42,4                                                           | 43,7                                                           | 38,5                                                           | 37,0                                                           | 38,5                                                           | 39,0                                                           | 39,6                                                           | 40,4                                                           | 42,8                                                           | 43,7                                                           |
| Temperatura máxima média (°C)                                                                    | 36,8                                                           | 37,9                                                           | 37,7                                                           | 35,4                                                           | 33,5                                                           | 32,4                                                           | 31,1                                                           | 31,6                                                           | 33,1                                                           | 34,0                                                           | 34,7                                                           | 35,9                                                           | 34,5                                                           |
| Temperatura média (°C)                                                                           | 28,2                                                           | 29,3                                                           | 29,9                                                           | 28,7                                                           | 27,6                                                           | 26,5                                                           | 25,6                                                           | 25,5                                                           | 26,4                                                           | 26,9                                                           | 27,4                                                           | 27,5                                                           | 27,5                                                           |
| Temperatura mínima média (°C)                                                                    | 20,1                                                           | 21,7                                                           | 23,6                                                           | 23,4                                                           | 22,6                                                           | 21,9                                                           | 21,1                                                           | 21,0                                                           | 21,1                                                           | 21,3                                                           | 20,9                                                           | 20,0                                                           | 21,6                                                           |
| Temperatura mínima recorde (°C)                                                                  | 11,4                                                           | 12,2                                                           | 16,3                                                           | 16,5                                                           | 16,8                                                           | 14,0                                                           | 13,3                                                           | 16,0                                                           | 15,5                                                           | 14,0                                                           | 13,2                                                           | 13,9                                                           | 11,4                                                           |
| Chuva (mm)                                                                                       | 5,1                                                            | 11,0                                                           | 36,7                                                           | 111,5                                                          | 129,9                                                          | 117,8                                                          | 144,7                                                          | 127,5                                                          | 103,7                                                          | 114,5                                                          | 43,1                                                           | 8,2                                                            | 953,7                                                          |
| Dias com chuva                                                                                   | 1,4                                                            | 2,0                                                            | 6,6                                                            | 11,6                                                           | 12,4                                                           | 10,3                                                           | 13,0                                                           | 11,5                                                           | 8,6                                                            | 10,4                                                           | 6,5                                                            | 1,9                                                            | 96,2                                                           |
| Umidade relativa (%)                                                                             | 44                                                             | 42                                                             | 51                                                             | 64                                                             | 73                                                             | 76                                                             | 81                                                             | 80                                                             | 77                                                             | 73                                                             | 69                                                             | 53                                                             | 65                                                             |
| Dias de sol                                                                                      | 279,0                                                          | 235,2                                                          | 210,8                                                          | 198,0                                                          | 207,7                                                          | 207,0                                                          | 182,9                                                          | 204,6                                                          | 228,0                                                          | 241,8                                                          | 237,0                                                          | 260,4                                                          | 2 692,4                                                        |
| Brilho do sol disponível (%)                                                                     | 76                                                             | 67                                                             | 57                                                             | 54                                                             | 62                                                             | 58                                                             | 50                                                             | 57                                                             | 63                                                             | 64                                                             | 68                                                             | 68                                                             | 62                                                             |
| Fonte: Organização Meteorológica Mundial,                                                        |                                                                |                                                                |                                                                |                                                                |                                                                |                                                                |                                                                |                                                                |                                                                |                                                                |                                                                |                                                                |                                                                |
| Fonte 2: NOAA (Sol e umidade, 1961–1990), Deutscher Wetterdienst (extremos, temperaturas médias) |                                                                |                                                                |                                                                |                                                                |                                                                |                                                                |                                                                |                                                                |                                                                |                                                                |                                                                |                                                                |                                                                |